# Truman George Yuncker
Truman George Yuncker (20 de marzo de 1891 - 8 de enero de 1964) fue un taxónomo botánico, pteridólogo estadounidense, bien conocido por su trabajo en la familia de las Piperaceae.
Yuncker enseñó primero en la "Escuela Superior Manual" en Indianápolis, Indiana. Después de servir en la Primera Guerra Mundial, recibe su doctorado de la Universidad de Illinois en 1919. Bien pronto, es miembro de la Facultad de la "Universidad DePauw".
En 1921 es director del Departamento de Botánica y Bacteriología, manteniéndolo hasta su retiro en 1956.
Describió 839 nuevas especies, 211 nuevas variedades, y 25 nuevas formas, en las Piperaceae. Publicó el tratamiento de esa familia en varias floras regionales.
Sus primeros estudios los hace sobre el género Cuscuta describiendo 67 nuevas especies y 39 nuevas variedades.

## Algunas publicaciones científicas
- Yuncker, T.G. (1921). Revision of the North American and West Indian species of Cuscuta. pp. 141.
- Yuncker, T.G. (1932). «The genus Cuscuta». Memoirs of the Torrey Botanical Club 18 (2): 113—331.
- Yuncker, T.G. (1933). Revision of the Hawaiian species of Peperomia. pp. 131.
- Yuncker, T.G. (1937). «Revision of the Polynesian species of Peperomia». Bernice P. Bishop Museum bulletin 143: 3—73.
- Yuncker, T.G. (1940). «Flora of the Aguan Valley». Publications of the Field Museum of Natural History. Botanical series. 9(4): 243—346.
- Yuncker, T.G. (1938). «A contribution fo the flora of Honduras». Publications of the Field Museum of Natural History. Botanical series 17 (4): 285—407.
- Yuncker, T.G. (1943). «Flora of Niue Island». Bernice P. Bishop Museum bulletin 178: 3—126.
- Yuncker, T.G. (1945). «Plants of the Manua Islands». Bernice P. Bishop Museum bulletin 184: 3—73. ISBN 0-527-02292-6.
- Yuncker, T.G. (1950).  R.E. Woodson Et alii, ed. Flora of Panama 1(4). — Annals of the Missouri Botanical Garden 37. pp. 1—120.
- Yuncker, T.G. (1950). The Piperaceae of Northern South America. p. 838.
- Yuncker, T.G. (1957). «Piperaceae».  En A.A. Pulle et al, ed. Flora of Suriname 1 (2). pp. 218—290.
- Yuncker, T.G. (1971). Plants of Tonga. p. 283. ISBN 0-527-02328-0.

## Honores

### Epónimos
- (Myrsinaceae Yunckeria Lundell[3]

- La abreviatura «Yunck.» se emplea para indicar a Truman George Yuncker como autoridad en la descripción y clasificación científica de los vegetales.[4]

En total se registran 2.370 identificaciones y nombramientos (IPNI.